# Тианна
Тианна (англ. Tianna, род. 30 ноября 1963[…], Сан-Хосе, Калифорния) — бывшая американская порноактриса, лауреатка премии AVN Awards, член зала славы AVN с 2002 года.

## Биография
Родилась 30 ноября 1963 года. Дебютировала в порноиндустрии в возрасте 26 лет, в 1989 году. Снималась для таких студий, как Evil Angel, VCA Pictures, Elegant Angel, Vivid, Gourmet/GVC, Caballero, Canyon Video, Magma, Exquisite, Metro, Marlowe Sales, Bizarre Video и других.
В год своего дебюта в индустрии выделилась ролью в The Adventures of Buttman, одном из самых выдающихся фильмов студии Evil Angel режиссёра Джона Стальяно, который также сыграл славную роль. Тианна выступила в сценах Бионкой, Трейси Адамс, Рэнди Спирсом и Томом Байроном. Сам Стальяно выделил в этом фильме «Неповторимый стиль» Тианны.
В 1991 году была впервые номинирована на AVN Awards — обе в категории «Лучшая групповая лесбийская сцена» за фильмы Between the Cheeks 2 и Ghost Lusters. В следующем, 1992 году, получила первую награду AVN Awards в категории «Лучшая сцена стриптиза» за Indian Summer 1 & 2.
1994 год стал ещё более удачным, Тианна получила три премии AVN Awards: в категориях «Лучшая актриса второго плана» и «Лучшая сцена стриптиза» за Justine и «Лучшая групповая лесбийская сцена» за Buttslammers 2.
Ушла в отставку в 1995 году, снявшись в общей сложности в 189 фильмах.

## Награды и номинации
| Год  | Церемония  | Результат | Номинация                         | Работа                     |
| ---- | ---------- | --------- | --------------------------------- | -------------------------- |
| 1991 | AVN Awards | Номинация | Лучшая групповая лесбийская сцена | Between the Cheeks 2       |
| 1991 | AVN Awards | Номинация | Лучшая групповая лесбийская сцена | Ghost Lusters              |
| 1992 | AVN Awards | Победа    | Лучшая сцена стриптиза            | Indian Summer, Parts 1 & 2 |
| 1992 | AVN Awards | Номинация | Лучшая групповая лесбийская сцена | Buttwoman                  |
| 1994 | AVN Awards | Победа    | Лучшая актриса второго плана      | Justine (фильм)            |
| 1994 | AVN Awards | Победа    | Лучшая групповая лесбийская сцена | Buttslammers 2 (видео)     |
| 1994 | AVN Awards | Победа    | Лучшая сцена стриптиза            | Justine                    |
| 2002 | AVN Awards | Победа    | Зал славы AVN                     | н/д                        |

## Личная жизнь
Состояла в браке с режиссёром и продюсером Патриком Коллинзом.

## Избранная фильмография
- All American Girl[17],
- Backdoor to Russia 2[18],
- Corruption[19],
- Deep Throat 4[20],
- Easy Way Out[21],
- Gang Bangs 2[22],
- Honey Drippers[23],
- Last Temptation[24],
- New Barbarians[25],
- Pony Girls[26],
- Totally Tianna[27],
- Wet N Working[28].